# Georgetown (Idaho)
Georgetown és una població dels Estats Units a l'estat d'Idaho. Segons el cens del 2000 tenia 538 habitants.

## Demografia
Segons el cens del 2000, Georgetown tenia 538 habitants, 182 habitatges, i 147 famílies. La densitat de població era de 310 habitants/km².
Dels 182 habitatges en un 45,6% hi vivien nens de menys de 18 anys, en un 75,3% hi vivien parelles casades, en un 4,9% dones solteres, i en un 19,2% no eren unitats familiars. En el 17% dels habitatges hi vivien persones soles el 8,2% de les quals corresponia a persones de 65 anys o més que vivien soles. El nombre mitjà de persones vivint en cada habitatge era de 2,96 i el nombre mitjà de persones que vivien en cada família era de 3,35.
Per edats la població es repartia de la següent manera: un 34,6% tenia menys de 18 anys, un 7,8% entre 18 i 24, un 24,9% entre 25 i 44, un 19,7% de 45 a 60 i un 13% 65 anys o més.
L'edat mediana era de 32 anys. Per cada 100 dones de 18 o més anys hi havia 101,1 homes.
La renda mediana per habitatge era de 33.500 $ i la renda mediana per família de 37.813 $. Els homes tenien una renda mediana de 30.938 $ mentre que les dones 13.750 $. La renda per capita de la població era de 12.673 $. Aproximadament l'11,3% de les famílies i l'11,9% de la població estaven per davall del llindar de pobresa.

## Poblacions més properes
El següent diagrama mostra les poblacions més properes.